# Greenwheels
Greenwheels is een Nederlands particulier en zakelijk autodeelbedrijf.
Greenwheels, een merk van Collect Car B.V., werd in 1995 in Rotterdam opgericht door Gijs van Lookeren Campagne en Jan Borghuis. De oprichters vonden het inefficiënt dat een auto het grootste deel van de dag stilstaat. Een stilstaande auto neemt niet alleen een parkeerplaats in beslag, maar kost ook geld. Negentig procent van autokosten bestaat uit vaste kosten, de overige 10% zijn de variabele kosten van brandstof. De conclusie die de oprichters daaruit trokken was dat het economisch efficiënter en milieuvriendelijker is als een auto meerdere gebruikers heeft.

## Geschiedenis
Greenwheels begon in 1995 met drie deelauto's in Rotterdam. Dankzij de investering van de Rotterdamse 'duurzaamheidgoeroe' Eckart Wintzen in 1997 kon het bedrijf groeien en kreeg het bedrijf in meer steden uitgiftepunten. Het wagenpark groeide, men kon aanvankelijk kiezen uit meerdere typen auto's: de Peugeot 107, Peugeot 207 station, de Peugeot iOn, een Peugeot bestelbus, de Volkswagen Caddy en de Volkswagen Up. In 1999 sloot het bedrijf een contract met de NS om auto's te plaatsen bij treinstations en P&R's.
In 2004 werd de service ook beschikbaar in Duitsland nadat het bedrijf Stattauto overnam. Greenwheels heeft ook geprobeerd in het Verenigd Koninkrijk voet aan de grond te krijgen, maar vanwege te weinig klanten zijn alle activiteiten in dit land gestaakt per 1 maart 2013. Groei werd gerealiseerd door overnames van een aantal branchegenoten. In 2012 nam Pon Automobiel een aandeel in het bedrijf, waarna het in april 2013 60% van de aandelen overdeed aan de financiële tak van Volkswagen. Na dit besluit zijn er alleen nog auto's van de Volkswagen-groep opgenomen in de vloot. Zo zijn per 2021 ook elektrische Seats en Skoda's boekbaar bij het bedrijf.

## Gang van zaken
Om een auto te kunnen gebruiken is een abonnement nodig. Er zijn verschillende abonnementen beschikbaar, een persoonlijke keuze op basis van gebruik.
De beschikbare deelauto's staan verspreid over onbemande, vaste locaties op gereserveerde parkeerplaatsen. Een gebruiker reserveert via de app of website de auto op een bepaalde locatie voor een bepaald tijdvak. Daar wordt de auto door de gebruiker zelf opgehaald en na gebruik weer teruggezet. De app, Greenwheels-kaart of gekoppelde OV-chipkaart fungeert als sleutel om de auto te openen. Tussen het terugbrengen door een klant en het ophalen door de volgende is er meestal geen inspectie van de auto door een medewerker. Er zijn boetebepalingen voor het geval de auto vuil of met een brandstoftank die minder dan een kwart vol is wordt achtergelaten, of als de auto te laat wordt teruggebracht. Bij het ophalen van een auto moet deze eerst op schade worden gecontroleerd; als een schade nog niet in het schadeoverzicht in de app staat, dan moet deze vóór het starten via de app of telefonisch worden doorgegeven. Met een speciale tankpas die in de auto aanwezig is, tankt men zonder zelf te hoeven betalen. Brandstofkosten zijn in de kilometerprijs meegenomen en worden niet apart berekend. Greenwheels-rijders mogen ook naar het buitenland met de deelauto. Indien de auto buiten Europa gebruikt wordt, moet er vooraf toestemming worden aangevraagd.

## Elektrische auto's
Greenwheels heeft binnen hun particuliere en zakelijke vloot een (ten opzichte van andere aanbieders) relatief beperkt aantal elektrische auto's beschikbaar voor klanten. Dit gaat om ongeveer 10% van de vloot (ongeveer 250-300 van de 2500-3000 auto’s). Ook de elektrische deelauto's hebben een eigen parkeerplaats met een oplaadpunt.